# Alphonsea hainanensis
Alphonsea hainanensis Merr. & Chun – gatunek rośliny z rodziny flaszowcowatych (Annonaceae Juss.). Występuje naturalnie w południowych Chinach – w prowincjach Hajnan i Junnan oraz w regionie autonomicznym Kuangsi. 

## Morfologia
PokrójZimozielone drzewo dorastające do 20 m wysokości. Kora ma brązowoszarawą barwę. Młode pędy są owłosione.
LiścieMają kształt od owalnego do eliptycznego. Mierzą 4–9 cm długości oraz 2–3,5 cm szerokości. Nasada liścia jest klinowa lub zaokrąglona. Wierzchołek jest ostry lub krótko spiczasty. Ogonek liściowy jest nagi i dorasta do 5–6 mm długości.
KwiatySą zebrane po 2–3 w kwiatostanach. Działki kielicha mają nerkowaty kształt i dorastają do 1 mm długości, są owłosione z wewnętrznej strony. Płatki są owłosione i rozwarte. Mają kształt od owalnego do owalnie podłużnego. Osiągają do 9 mm długości. Płatki wewnętrzne są mniejsze niż zewnętrzne. Pręciki są ułożone w trzech okółkach. Kwiaty mają 3–5 owłosionych słupków. Podsadki mają owalny kształt.
OwoceZłożone, mają żółto zielonkawą barwę. Są omszone. Mają kształt od prawie kulistego do odwrotnie owalnego. Osiągają 4 mm długości oraz 3–4 mm średnicy.

## Biologia i ekologia
Rośnie w wiecznie zielonych lasach. Występuje na wysokości do 700 m n.p.m. Kwitnie od października do marca, natomiast owoce pojawiają się od marca do sierpnia.